# Grebon (Savoie)
Pour les articles homonymes, voir Grebon.
 (septembre 2016).
Si vous disposez d'ouvrages ou d'articles de référence ou si vous connaissez des sites web de qualité traitant du thème abordé ici, merci de compléter l'article en donnant les références utiles à sa vérifiabilité et en les liant à la section « Notes et références ».
Les grebons sont des crottes de brebis ou de chèvres, mélangées avec de la paille et desséchées en tablettes. Elles étaient autrefois brûlées avec le bois dans la cheminée pour chauffer les maisons des villages de haute altitude en Savoie.
Pour éviter les odeurs, les grebons devaient être desséchés pendant au moins quatre années avant d'être utilisés, car, à l'air antimicrobien des altitudes, les grebons étaient alors momifiés.